# Governació de Basra
La governació o muhàfadha de Basra o Bàssora —àrab: محافظة البصرة, muḥāfaẓat al-Baṣra— és una governació o muhàfadha de l'Iraq. Té una superfície de 19.070 km², i una població estimada d'uns 3.500.000 habitants (2011). N'és la capital la ciutat de Bàssora, la major ciutat del sud de l'Iraq. Altres ciutats són Al-Qurnah, Az Zubayr, Al Mudaynah, Xatt al-Arab, Abu Al Khaseeb i Al Faw.
| Dhi Qar     | Maysan           |                 |
| Al Muthanna |                  | Khuzestan, Iran |
|             | Al Jahra, Kuwait | Golf Pèrsic     |